# 540 Rosamunde
540 Rosamunde este un asteroid din centura principală, descoperit pe 3 august 1904, de Max Wolf.